# Kopalnia Orzeł Biały
Kopalnia Orzeł Biały  (niem. Bleischarley, Blei Scharley, Blei-Scharley, Blei-Scharlei, Alt-Bleischarley, Biały Szarlej, ew. pol. Szarlej ołowiany, Bleiszarlej, od 1924 do 1934 roku Szarlej Biały, Szarlej-Biały) – zlikwidowana kopalnia rud cynku i ołowiu w Piekarach Śląskich, w obrębie obecnej dzielnicy Brzeziny Śląskie (jako lokalizacja kopalni wymieniana była również dzielnica Kamień); prowadziła eksploatację od 1858  lub 1860 roku do połowy 1981 roku, była likwidowana od 1985 roku do marca 1990 roku. 
W dwudziestoleciu międzywojennym była to największa kopalnia rud cynkowo-ołowiowych w Polsce . Wraz z hutą tlenku cynku tworzyła Zakład Górniczo-Hutniczy Orzeł Biały, który wchodził w skład Zakładów Górniczo-Hutniczych Orzeł Biały – kopalnia Orzeł Biały była podstawową jednostką tychże zakładów.

## Nazewnictwo
Kopalnia swą niemiecką nazwę Bleischarley  (warianty pisowni: Blei Scharley, Blei-Scharley, Blei-Scharlei, Alt-Bleischarley ) zawdzięcza dzielnicy Piekar Śląskich – Szarlejowi oraz niemieckiej nazwie ołowiu – „Blei”, co znajduje odzwierciedlenie w polskiej nazwie Szarlej ołowiany bądź Bleiszarlej bądź w fonetycznym przekształceniu Biały Szarlej  i Szarlej Biały   (wariant: Szarlej-Biały).

## Położenie
Zakład główny znajdował się w Piekarach Śląskich, w obrębie obecnej dzielnicy Brzeziny Śląskie  , (jako lokalizacja kopalni wymieniana była również dzielnica Kamień ).

## Geologia

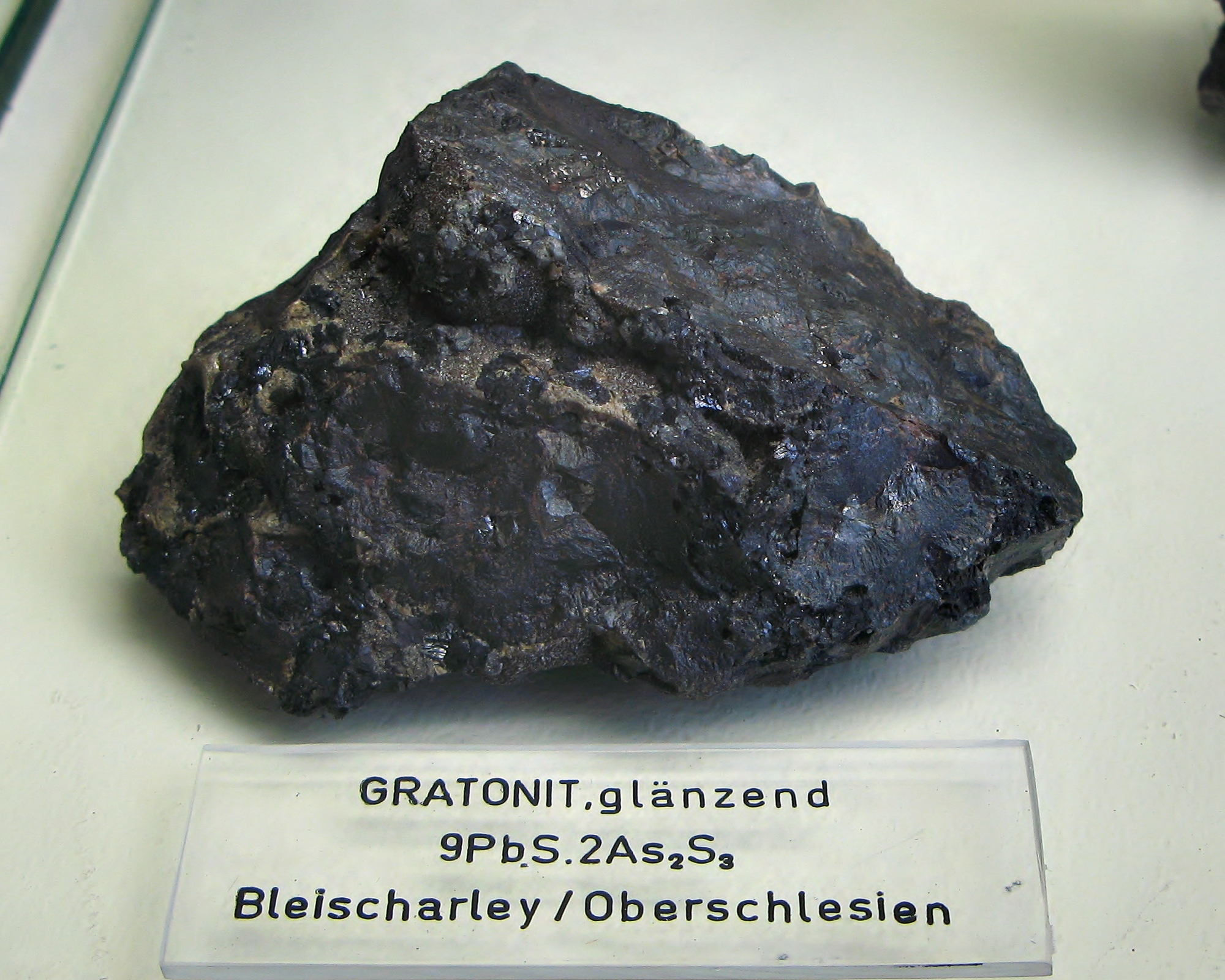
Gratonit z kopalni Bleischarley, Muzeum Mineralogiczne w Bonn, Niemcy

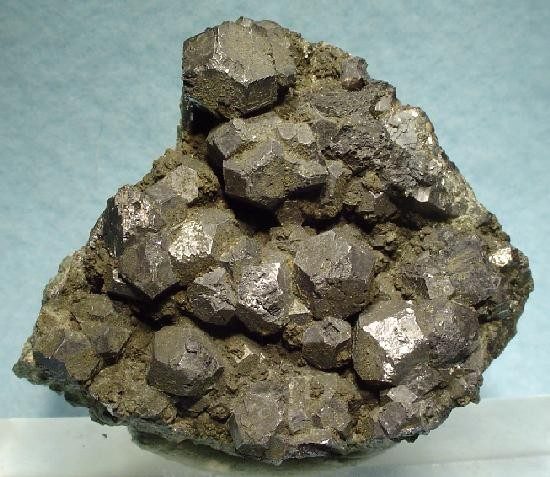
Galena z kopalni Bleischarley

Eksploatowane złoże składało się z kompleksu dolomitów z galmanem i galeną o miąższości około 20 metrów, pod nim znajdował się dolny poziom o grubości około 3 metrów, który składał się głównie z blendy (według innego źródła złoże blendy cynkowej i skorupowej dochodziło do 12 metrów ). Blenda zawierała około 18% cynku i 8% ołowiu, a surowy galman – około 12% cynku.
Złoże składało się z dwóch niemal poziomych horyzontów rudnych (jeden z nich miał długość około 6 km), z czego dolny był znacznie bogatszy od górnego. Na górne złoże o miąższości od 2 do 5 m składał się ubogi galman. W polu wschodnim eksploatowano dolne złoże blendy o grubości 3 do 6 metrów (lub od 2 do 5 metrów), które znajdowało się na głębokości 34 metrów, zaś w polu zachodnim dolne złoże zalegało na głębokości 65 metrów, a jego przeciętna miąższość wynosiła 3,5 m, miejscami dochodziła do 15 m. Na obrzeżu filara ochronnego kopalni i huty Orzeł Biały prowadzono wydobycie z zawałem stropu w latach 1880–1960, furta eksploatacyjna dochodziła do 5 m, pracowano na głębokości od 50 do 90 metrów, w latach 1968–1978 w rejonie samego filara ochronnego prowadzono eksploatację z podsadzką suchą i utwardzoną na głębokości od 50 do 90 m, furta eksploatacyjna również dochodziła do 5 m W strukturze geologicznej złoża zaobserwowano rowy tektoniczne.
Karl Johann Bernhard Karsten wyróżnił dwa rodzaje galmanu występujące w złożach na terenie Szarleja, tj. żółtawoczerwony i biały galman, w jego ocenie o strukturze niekrystalicznej. Karsten stosował podział na biały i czerwony galman, gdyż otrzymywany z nich cynk miał różną zawartość domieszek ołowiu, stali i kadmu. Stwierdzono również występowanie melnikowitu z domieszką talu i markasytu, który według analizy Kosmanna zawierał domieszki m.in. niklu, ołowiu, cynku, tlenku glinu. 

## Historia kopalni

### Do 1918 roku

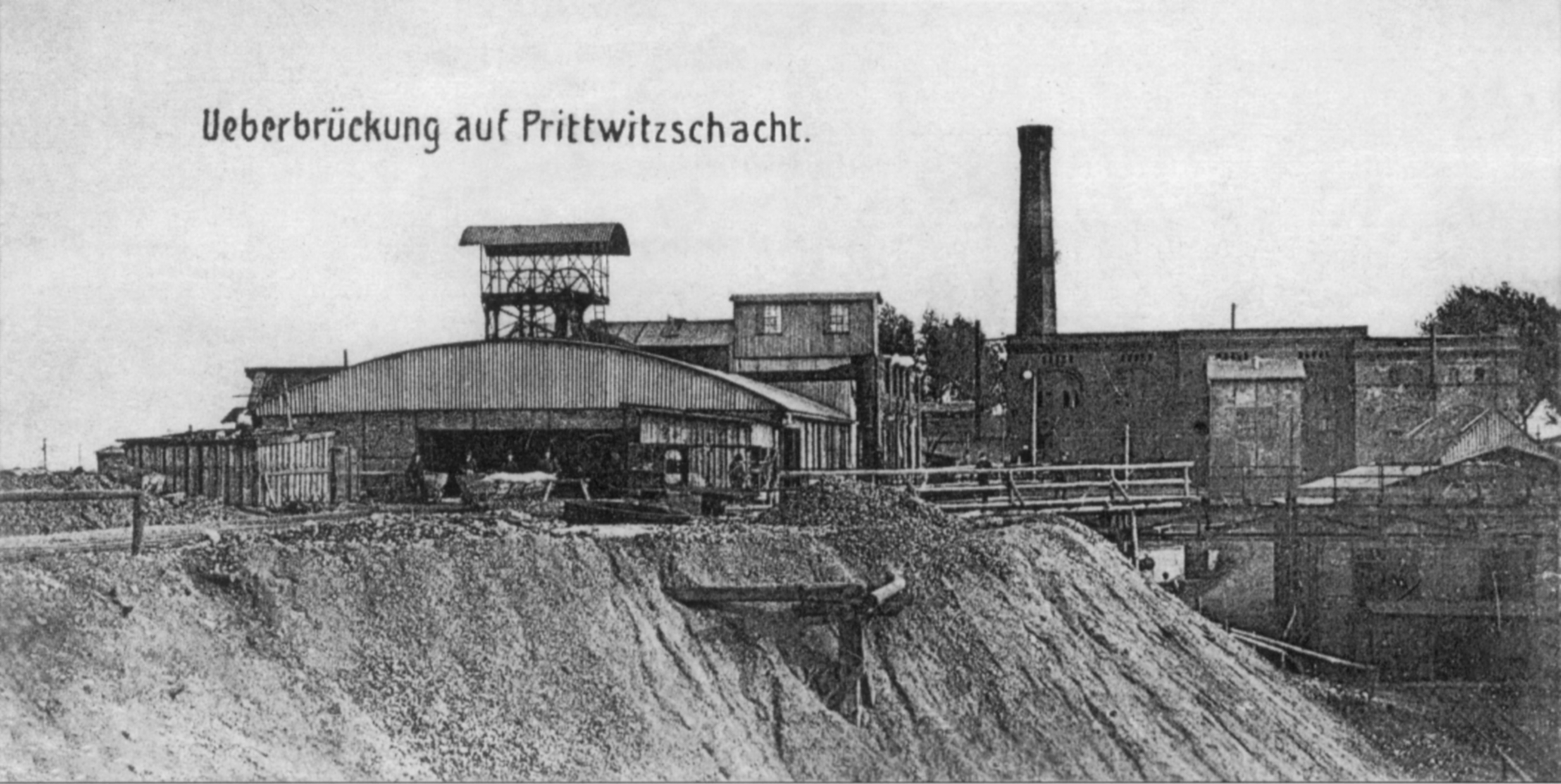
Zabudowania szybu Prittwitz kopalni Bleischarley (pole zachodnie) około 1910 roku

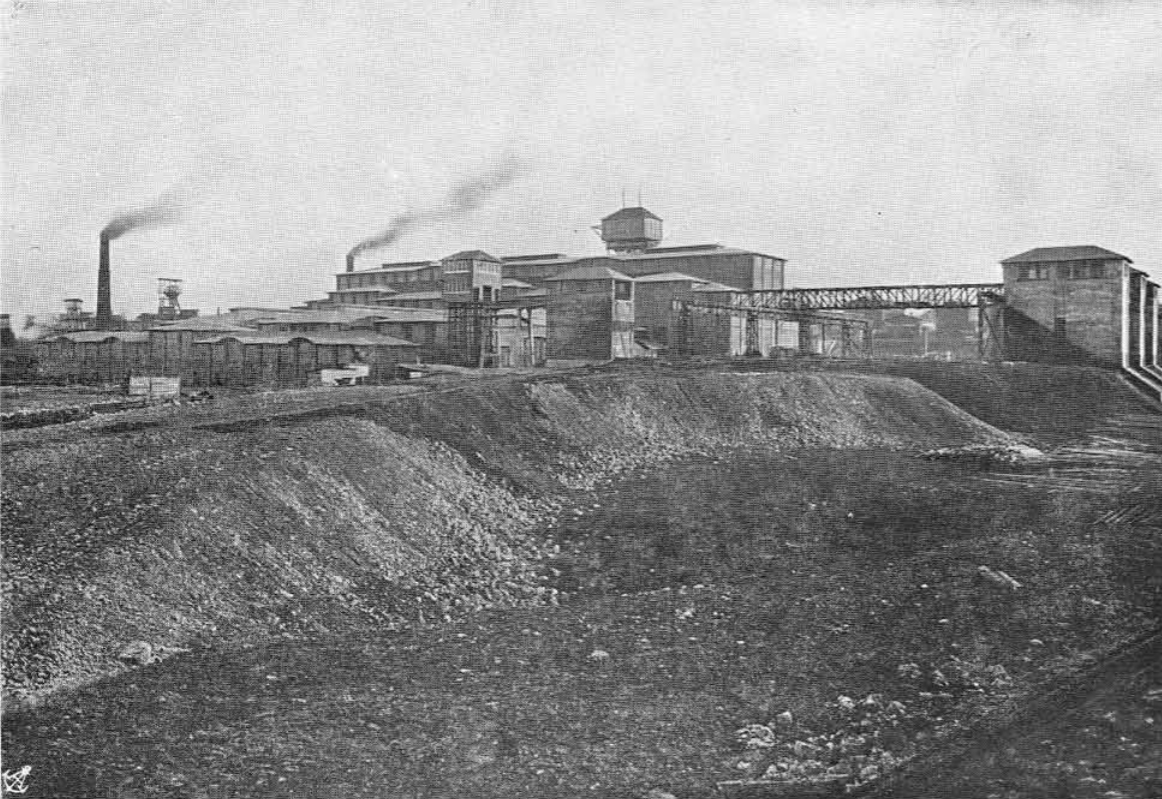
Widok na zabudowania kopalni przed 1912 rokiem

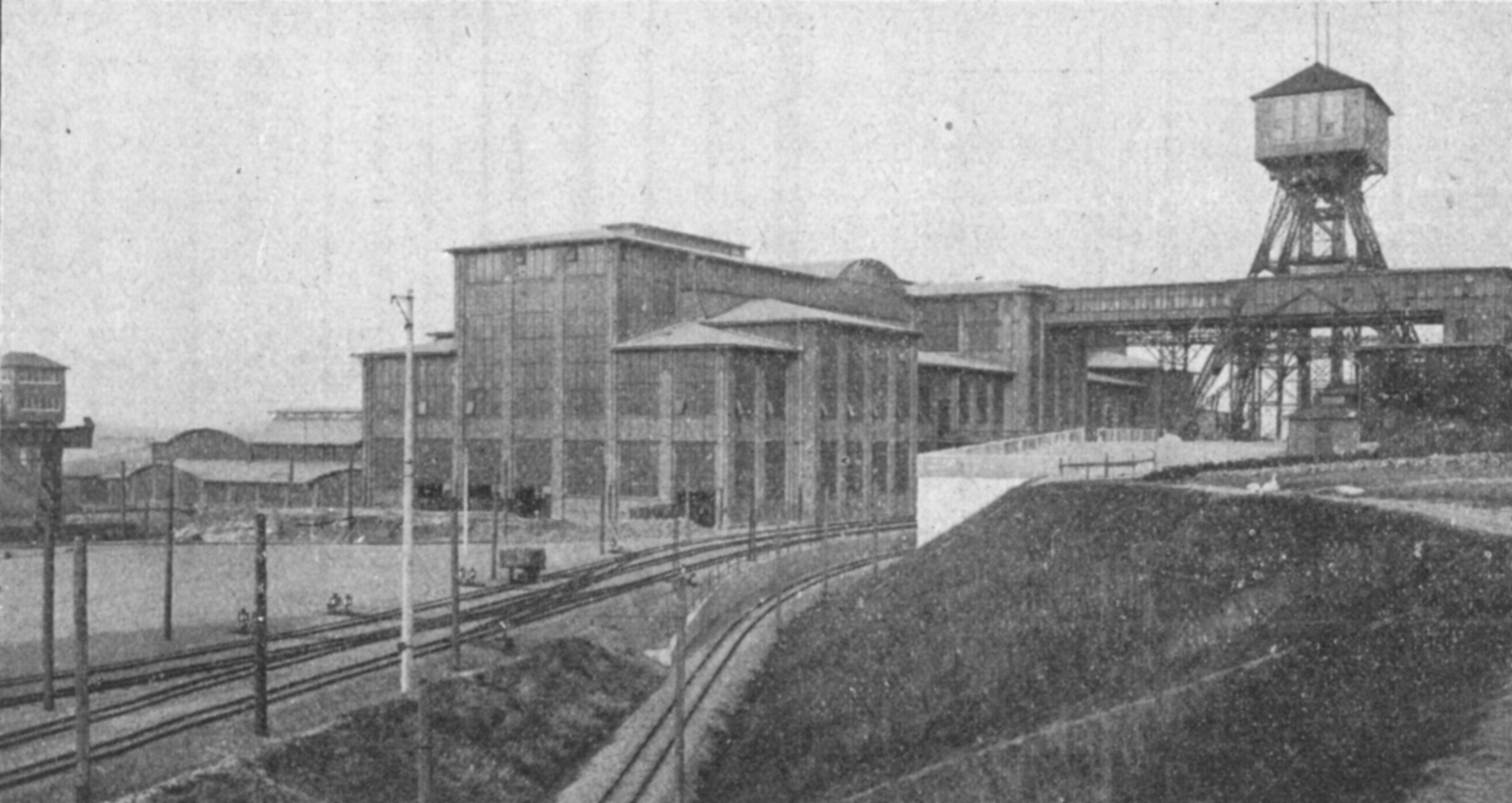
Zakład przeróbki kopalni Bleischarley i wieża wyciągowa szybu Kraker widziane z zachodu (przed 1913 rokiem)

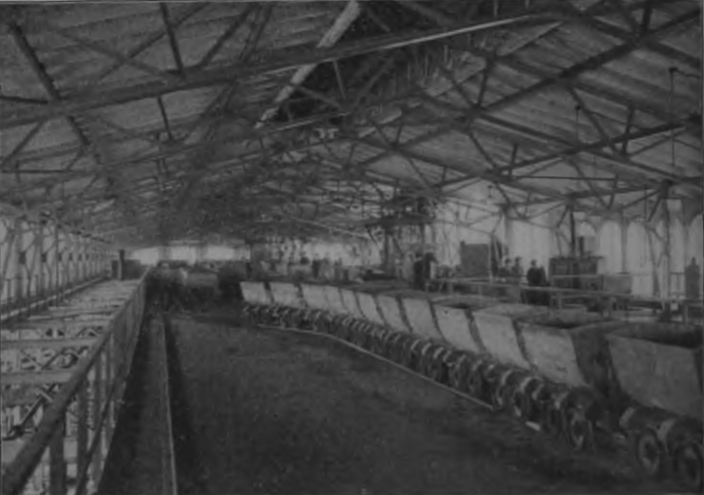
Kopalniany punkt rozładunku wagonów (przed 1913 rokiem)

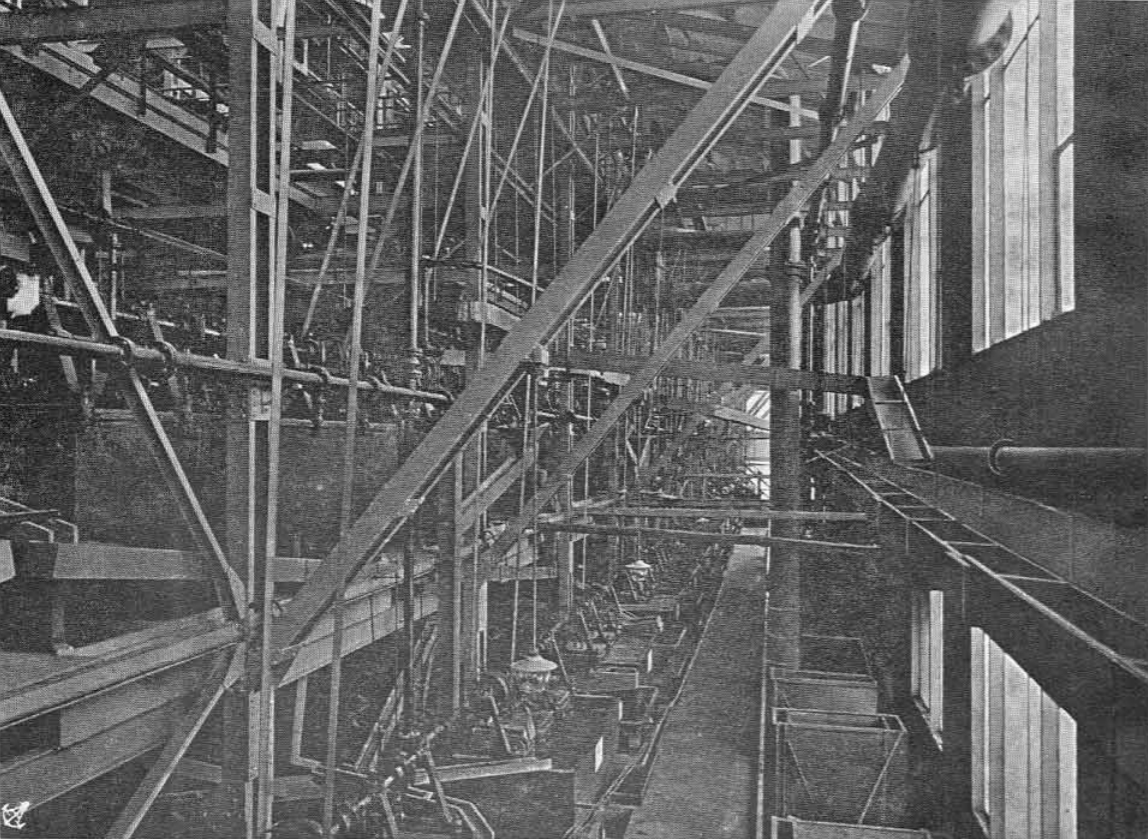
Wnętrze płuczki kopalnianej przed 1912 rokiem

Historia górnictwa kruszcowego na terenie pobliskiego Szarleja sięga co najmniej XVI wieku. Od 1810 do 1818 roku działała w Szarleju huta cynku Sisigmund, własność Georg von Giesches Erben (pol. Spadkobiercy Gieschego ). Od 1841 roku powstawała kopalnia Helene, własność książąt Hohenlohe.
Na kopalnię Bleischarley, która była położona w Brzozowicach-Kamieniu, składały się cztery nadania górnicze: Bethlen (zgłoszone 29 czerwca 1854 roku, nadanie na ołów 28 kwietnia 1855 roku), Jane Eyre (zgłoszone 8 marca 1854 roku, nadanie na ołów 21 maja 1855 roku), Young Rowley (zgłoszone 12 sierpnia 1853 roku, nadanie na ołów przyznane 30 czerwca 1855) oraz Alcantara  (zgłoszone 25 maja 1855 roku, nadanie na ołów 7 kwietnia 1856 roku), zgłoszone przez hrabiego Guidona Henckel von Donnersmarcka  (daty według innego źródła: Bethlen (zgłoszone 28 kwietnia 1855 roku na cynk i ołów), Jane Eyre (21 maja 1855 na ołów), Young Rowley (30 czerwca 1855 na ołów) i Alcantara (7 kwietnia 1856 na cynk i ołów)). Powierzchnia każdego z nadań wynosiła 1 033 138  m² . 
Kopalnia została założona w 1853 roku  lub w 1852 roku. Za początek działalności kopalni przyjmuje się jednak rok 1858, w którym zatwierdzono obszar górniczy Brzeziny na rudę cynku, ołowiu i siarki o powierzchni 2637 ha. Budowa kopalni Bleischarley (Bleischarlei) została rozpoczęta jednak w 1853 roku od późniejszego pola zachodniego (niem. Westfeld), gdzie powstał szyb Prittwitz. W polu wschodnim (niem. Ostfeld), które znajdowało się pomiędzy Dołkami (część Piekar Śląskich) a Dąbrówką Wielką, po wschodniej stronie obecnej ulicy Głównej zgłębiono szyb Solger. Pokłady ołowiu, którymi dysponowała wówczas kopalnia uważano za bardzo bogate. 
Z uwagi na stopniowe wyczerpywanie się zasobów kopalni Szarlej, firma Georg von Giesches Erben z siedzibą we Wrocławiu nabyła składającą się z czterech pól górniczych skonsolidowaną kopalnię Bleischarley   (z kopalniami (nadaniami) Gute Concordia, Neu Euridice i Solfatara) od hrabiego Guidona Henckel von Donnersmarcka: pierwszą połowę (61 kuksów) w 1858 roku (lub 15 sierpnia 1860 roku   oraz udziały w wysokości po 31 kuksów rozbarskich kopalń Gute Concordia i Urzula w cenie 225 tysięcy talarów ; drugą część kopalni nabyli 25 czerwca 1868 roku , którą hrabia sprzedał z uwagi na niskie przychody wynikające z zawodnienia kopalni. Guido Henckel von Donnersmarck zdecydował się także sprzedać spółce Georg von Giesches Erben swoje udziały w wysokości 31 kuksów w kopalni rudy ołowiu Gute Concordia i kopalni rud cynku i ołowiu Ursula za 261 tysięcy talarów ; 61 kuksów tychże kopalń spółka nabyła ponadto od hrabiego Hugona Henckel von Donnersmarcka, który sprzedał jej także wszystkie kuksy w kopalni rudy ołowiu Neue Fortuna (kopalnia ta była położona przy obecnej ulicy Brzezińskiej w Bytomiu) i kopalni rudy cynku Neu Euridice, ponadto udziały w kopalniach Samuelsglück (założona w 1855 roku, zamknięta około 1907 roku), Neu-Scharley, Rosaliensglück i Kramersglück. 
W 1860 roku spółka Georg von Giesches Erben zakupiła kopalnię Bleischarley oraz sąsiednie pola górnicze od Guidona Henckel von Donnersmarcka i rozpoczęła jej eksploatację. Rozpoczęto wówczas prace nad drążeniem czterech nowych szybów, w tym szybu Rowley (późniejszy szyb Wanda, zasypany około lat 70. XX wieku). Zgodnie z nadaniem, kopalnia początkowo eksploatowała tylko rudę ołowiu, głównie w postaci galeny. Urobek kierowano do Huty Fryderyk w Strzybnicy. W 2. połowie lat 60. XIX wieku natrafiono we wschodniej części pola kopalni na wychodnię bogatego złoża galmanu, przez co złożono wniosek o rozszerzenie nadania górniczego na eksploatację złóż rud cynku. Obszar górniczy kopalni wynosił 6 720 798 m² w 1913 roku i obejmował tereny Kamienia, Dąbrówki Wielkiej, Rozbarku i Brzozowic.
Do spółki należały ponadto pobliskie pola górnicze kopalń: rudy ołowiu Gute Concordia (1 033 138 m²), rudy cynku Neu Euridice (1 562 519,145 m²), rud ołowiu, cynku i siarki Urzulla (2 189 000 m²), rudy siarki Solfatara I (2 189 000 m²) oraz rud cynku i ołowiu Neu Scharley (875 241 m²).

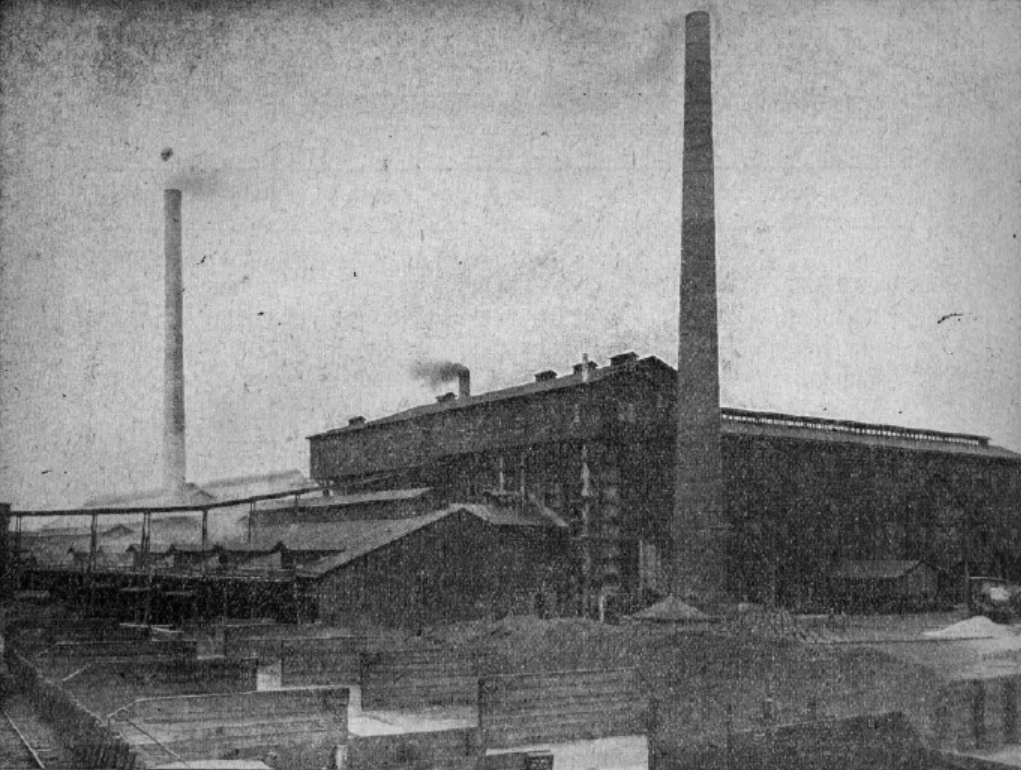
Huta ołowiu Walther Croneck w Dąbrówce Małej przed 1939 rokiem

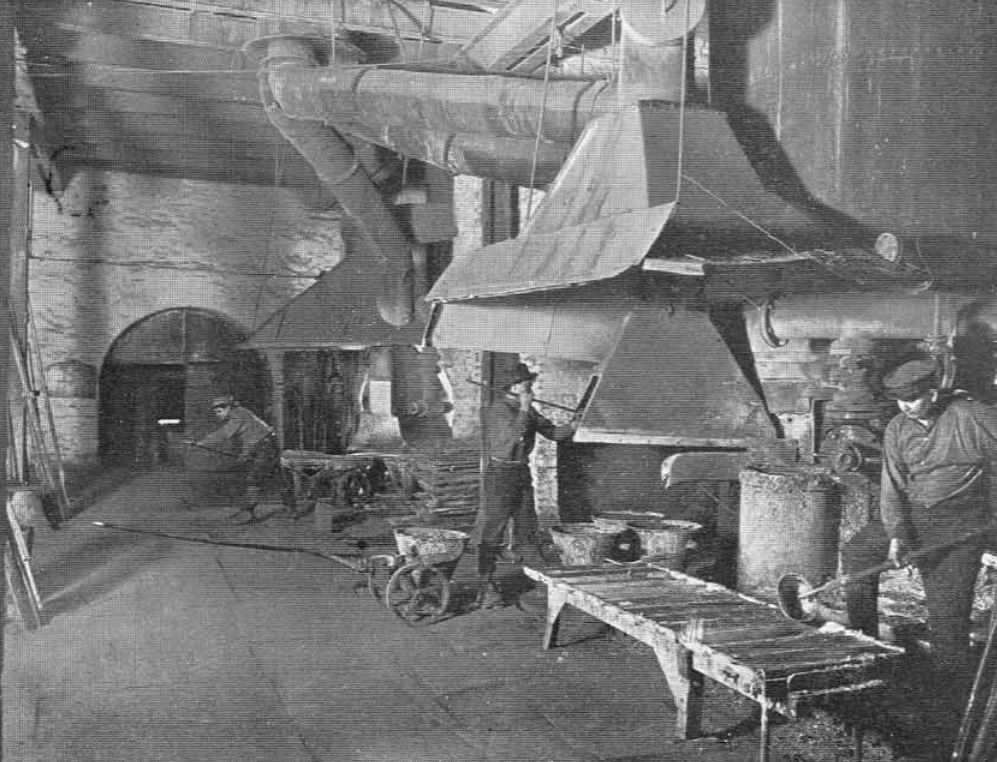
Wnętrze huty Walther Croneck przed 1912 rokiem

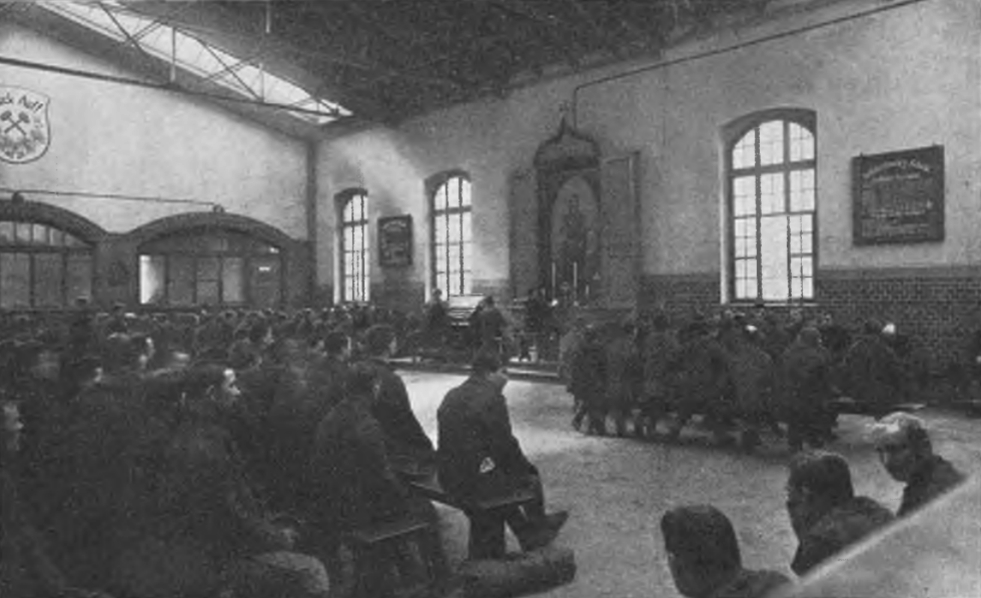
Górnicy na porannej modlitwie (prawdopodobnie wnętrze cechowni), kopalnia Bleischarley przed 1913 rokiem

Ze względów ekonomicznych (szansa większych zysków przez rozbicie monopolu konkurencji) firma Georg von Giesches Erben postanowiła zaprzestać sprzedaży rudy do Huty Fryderyk, a w zamian otworzyć własną hutę. Rozpoczęto ją budować w 1863 roku w Burowcu (lub Roździeniu); pierwszy piec uruchomiono 21 października 1864 roku. Nowa huta ołowiu, do której trafiała ruda z kopalni Bleischarley i Matylda została nazwana Walther Croneck  (na cześć przewodniczącego kolegium reprezentantów Georg von Giesches Erben), powstała  w latach 1863–1864 w Dąbrówce Małej i rozpoczęła regularną działalność w 1865 roku. Nowo powstała huta osiągała wielkość produkcji, która od ⅓ do ½ osiągom huty Fryderyk, która produkowała wówczas około 3000 ton rocznie.
Po 1863 roku powstało osiedle przy kopalni, potocznie nazywane Górką. Około 1870 roku kopalnia dysponowała szybem Hoffnung i tworzyła wówczas nowy północny rejon wydobywczy.

Wydobycie rudy cynku wyniosło: w 1868 roku – 30 630 cetnarów, w 1869 roku – 29 683 cetnarów. W tymże roku wydobycie rudy ołowiu w kopalni stanowiło 13,9% całości wydobycia tej rudy na Górnym Śląsku i było wyższe od produkcji kopalni Fryderyk (10,1% całości). W 1873 roku ukończono budowę dużej płuczki blendy i galeny koło szybu Rowley, dokąd urobek przewożono kolejką konną, druga płuczka działała w polu wschodnim, dokąd trafiał urobek z szybów Maximilian, Solger i Schmidt. W 1874 roku w Roździeniu otworzono hutę cynku Recke z prażalnią blendy i pierwszą na Górnym Śląską fabryką kwasu siarkowego (pierwszą hutą, która używała blendy jako wsadu była prawdopodobnie huta Liebehofnung w Wirku pod koniec lat 60. XIX wieku). Huta ta była zaopatrywana regularnie w rudę z kopalni Szarlej, której zasoby ulegały jednak wyczerpaniu. Przedsiębiorstwo Georg von Giesches Erben zdecydowało się zakupić kopalnię rudy cynku Matylda w Kątach (zob. Zakłady Górnicze Trzebionka) od hrabiego Tiele-Wincklera w 1874 roku  za 30 000 talarów. W 1879 roku spółka nabyła także kopalnię nazwaną Samuelsfreude w Plešivecu na terenie ówczesnych Węgier (obecnie nieistniejąca). W 1872 roku szyby w zachodnim polu kopalni Bleischarley osiągnęły głębokość 65 metrów. Natrafiono wówczas na pokład blendy, który uznano za nadający się do eksploatacji. Późniejsze odwierty potwierdziły zasobność pokładów, którym towarzyszyła również galena. Zdaniem Waltera Rentona Ingallsa, poważniejsze wydobycie w kopalni prowadzono od 1874 roku . W 1877 roku pogłębiono szyby Prittwitz, Paul, Kaiser, Walter i Rowley. W 1888 roku połączono przekopem pole wschodnie z zachodnim.

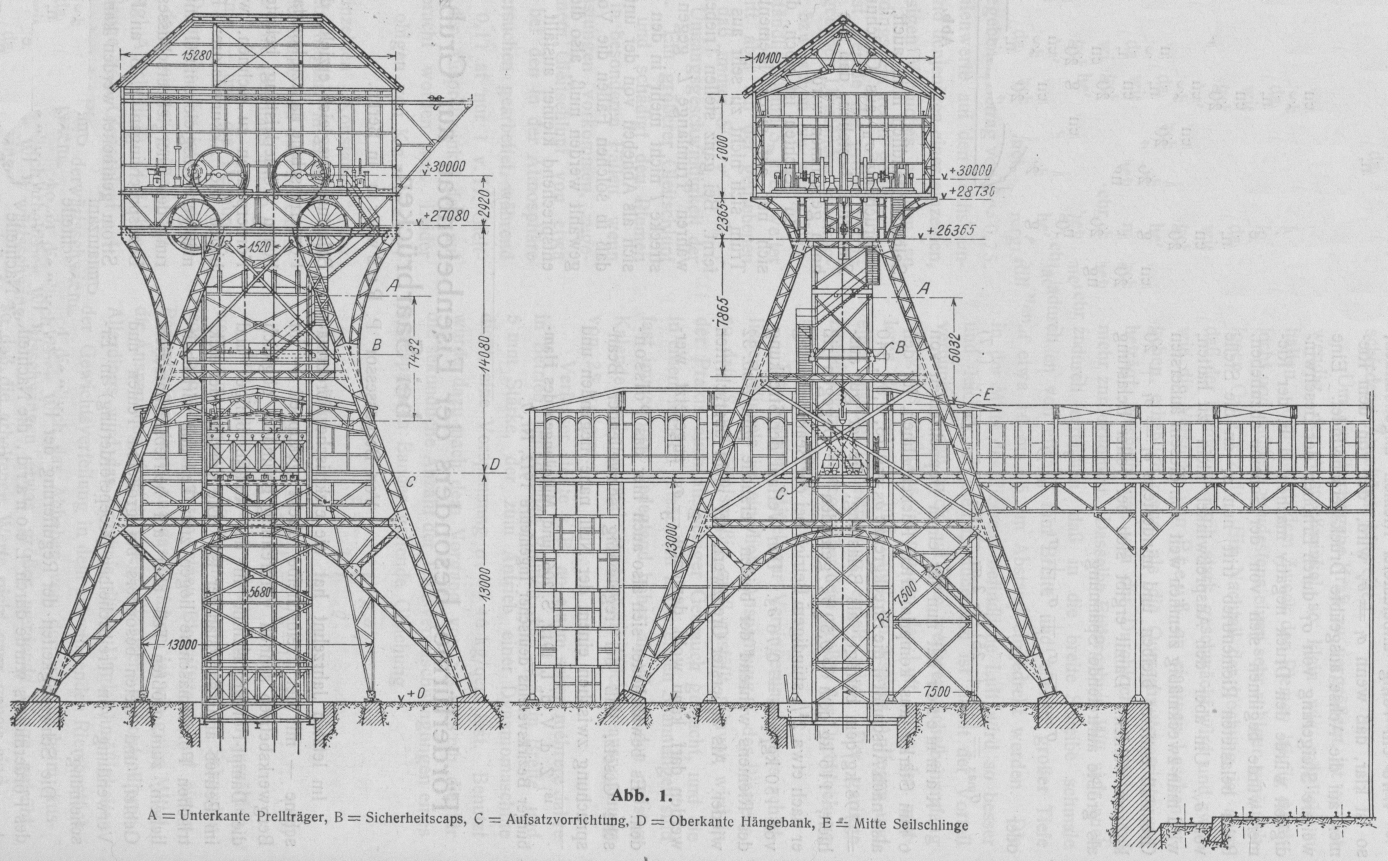
Schemat stalowej wieży wyciągowej szybu Kraker, około 1913 roku

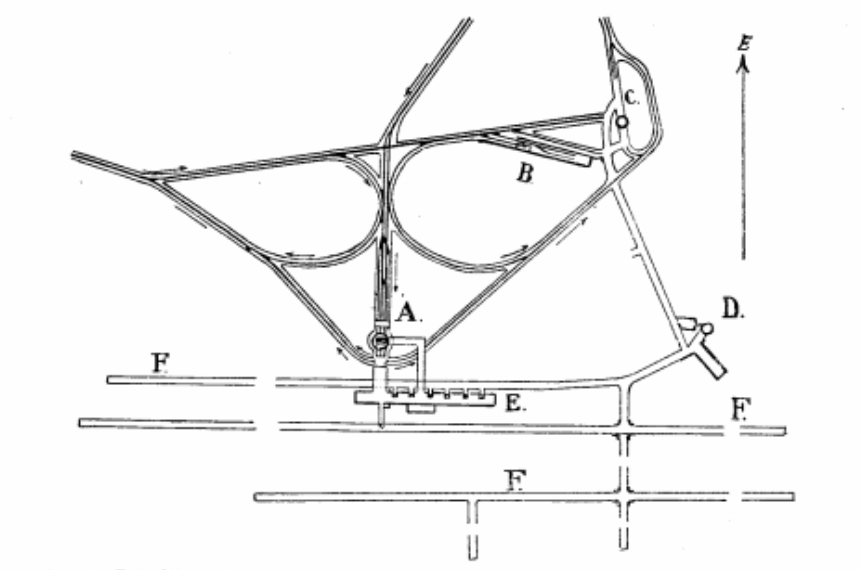
Plan systemu transportu oraz odwadniania na poziomie 102 m kopalni Bleischarley. Legenda: A – szyb Kraker (głębokość 92,3 m), B – stacja tankowania lokomotyw spalinowych, C – szyb Rowley (głębokość 94,0 m), D – szyb Kaiser (obok magazyn i stara komora pomp), E – komora pomp (prowadził do niej chodnik, który sięgał 12 m poniżej poziomu wydobywczego), transformator świetlny i pomieszczenie ruchu elektrycznego (przed 1913)

Około 1895 roku ukończono przekop (rozpoczęty w 1894 roku) łączący pole zachodnie kopalni Bleischarley z kopalnią Neue Fortuna, gdzie znaleziono złoże blendy o miąższości 1,5 metra. Pod koniec XIX wieku wydobycie blendy na Śląsku zyskało zdecydowaną przewagę nad wydobyciem galmanu, a jeszcze w 1873 roku na Górnym Śląsku wydobyto zaledwie 3 365 t blendy, tj. 0,9% wydobytej ilości galmanu.
Na początku XX wieku pomimo wspomnianych inwestycji panowały prymitywne warunki pracy w kopalni: urobek z bocznych chodników był wynoszony w skórzanych fartuchach do wagoników umieszczonych w chodniku głównym, które wywożono pod szyb konnym zaprzęgiem; z uwagi na niewielką wysokość niektórych wyrobisk górnicy niejednokrotnie musieli pracować na kolanach.
Około 1903 roku przedsiębiorstwo Georg von Giesches Erben wykupiło wszystkie udziały kopalni Samuelsglück (nadanie Antoniowiec, późniejszy obszar Zakładu Ołowiu), oraz zakupiła inne nadania, m.in. Kramersglück, Flora, Rosaliensglück, dzięki czemu pole kopalni Bleischarley znacznie się powiększyło.
W listopadzie 1908 roku firma Maschinenbau-Anstalt Humboldt rozpoczęła budowę nowego zakładu przeróbki, tj. płuczki blendy o największej wówczas zdolności produkcyjnej w Europie (maksymalne możliwe wydobycie oszacowano na 1000 ton rudy dziennie), którą oddano do użytku w kwietniu 1911 roku, wybudowano także płuczkę galmanu. Rozbudowano w tym czasie także podszybie szybu Kraker, który rozpoczęto drążyć w 1909 roku, jak i zmodernizowano sam szyb (maksymalne wydobycie nim mogło osiągać 1000 t w 10 godzin pracy), ponadto wprowadzono oświetlenie elektryczne na podszybiach, w komorach pomp i stajniach dołowych. Późniejsze inwestycje to m.in. elektryfikacja komory materiałów wybuchowych, kuźni, warsztatu ślusarskiego, wprowadzenie trakcji mechanicznej dla lokomotyw spalinowych, które zastąpiły transport konny.

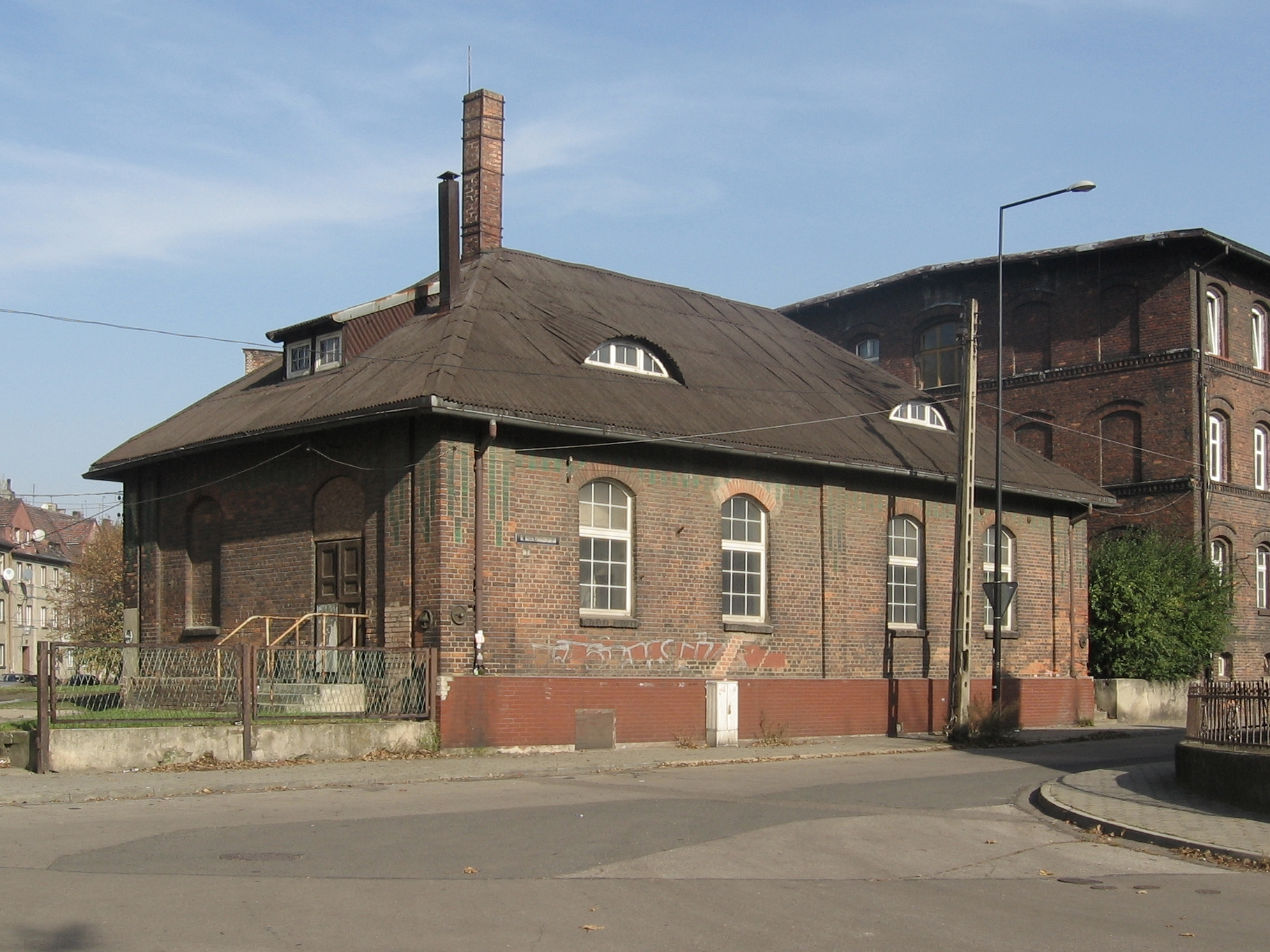
Budynek dawnej pralni dla pracowników kopalni w Piekarach Śląskich-Brzezinach Śląskich w 2017 roku

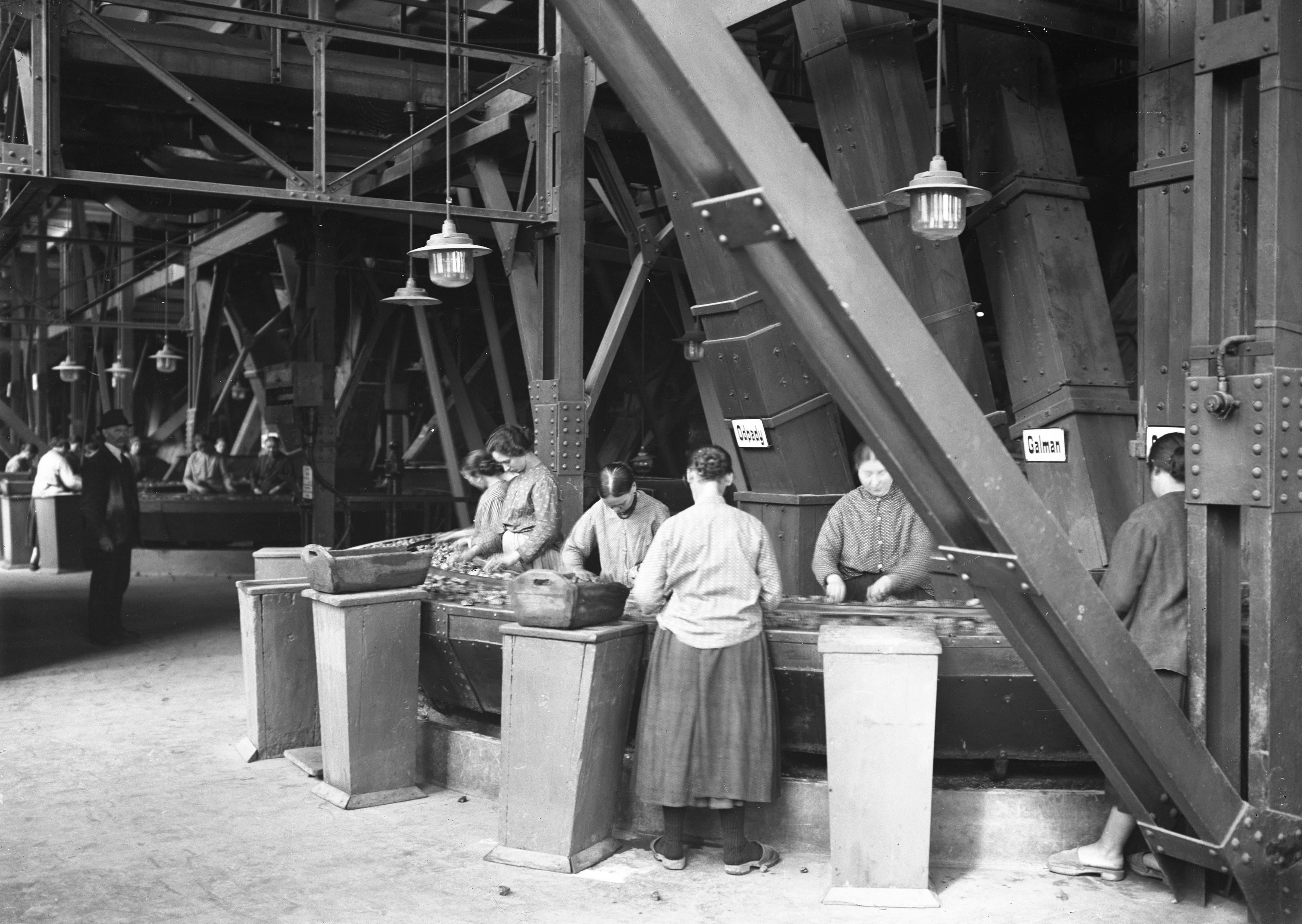
Kopalnia Biały Szarlej, kobiety sortujące rudę (1927)

Około 1913 roku kopalnia dysponowała następującymi szybami:
- wydobywczymi: Rowley[17]  (późniejszy szyb Wanda[90], pole zachodnie, 87 m głębokości, prowadzono nim wydobycie rudy galmanowej i transportowano skałę płonną[93]), Prittwitz (64 m głębokości), Kraker[17]  (późniejszy Krakus[90], 87 m głębokości, czteroprzedziałowy[94], z elektryczną maszyną wyciągową na wolno stojącej stalowej wieży wybudowanej przez firmę Maschinenfabrik Humboldt[95], prowadzono nim wydobycie rudy blendowej[93])[7]
- zjazdowymi i wentylacyjnymi:
- w polu zachodnim: Kaiser, Walter, Paul, Wetter, Polykarp, Immergrün, Wolfgang, Roßberg, Abel, Förster (Ventilator)[7]
- w polu wschodnim (Dąbrówka Wielka): Wasser, Maximilian (materiałowy, drzewny), Anna, Fanny, Jubiläum, Triebs (późniejszy szyb Drzewny[96][90], materiałowy, wentylacyjny[97])[92]

a także szybem wydechowym Neu-Scharley, na którym był zamontowany wentylator. 
Głębokości wymienionych szybów zjazdowych i wentylacyjnych wynosiły od 34 do 80 metrów. 
W polu wschodnim pracowały dwie maszyny parowe z balansjerami (drążkami wahadłowymi), mniejsza została uruchomiona w 1868 roku o mocy 40 koni mechanicznych, większą uruchomiono w 1870 roku o mocy 140 KM.
Na poziomie 90 metrów do transportu wykorzystywano lokomotywę spalinową (puste wagony ważyły 350 kg, pełne – 750 kg).
Przed dokonaniem podziału kopalni na niemiecką Bleischarleygrube i polską kopalnię Biały Szarlej był to najbogatszy zakład górniczy Górnego Śląska i jeden z największych ówczesnych zakładów górnictwa rud cynku i ołowiu w Europie (w 1925 roku Polska odnotowała największe wydobycie rudy cynkowej w Europie i zajmowała trzecie miejsce na świecie pod względem wytwórczości cynku) i na świecie. Dla przykładu, w 1905 roku łączne wydobycie w 22 kopalniach na Górnym Śląsku wyniosło 224 219 ton galmanu oraz 386 407 ton blendy, z czego skonsolidowana kopalnia Bleischarley wydobyła 106 968 ton galmanu i 83 701 ton blendy (odpowiednio – około 47,71% i 21,66% całości górnośląskiego wydobycia).
Dzienne wydobycie około 1913 roku wynosiło w przybliżeniu 1000 ton blendy (około 1400 wózków) oraz 300 ton galmanu (około 500 wózków), co dawało około 250 tysięcy ton rudy i ołowiu na rok.
W czasie I wojny światowej wydobycie rud cynkowo-ołowiowych znacznie spadło.

### Dwudziestolecie międzywojenne

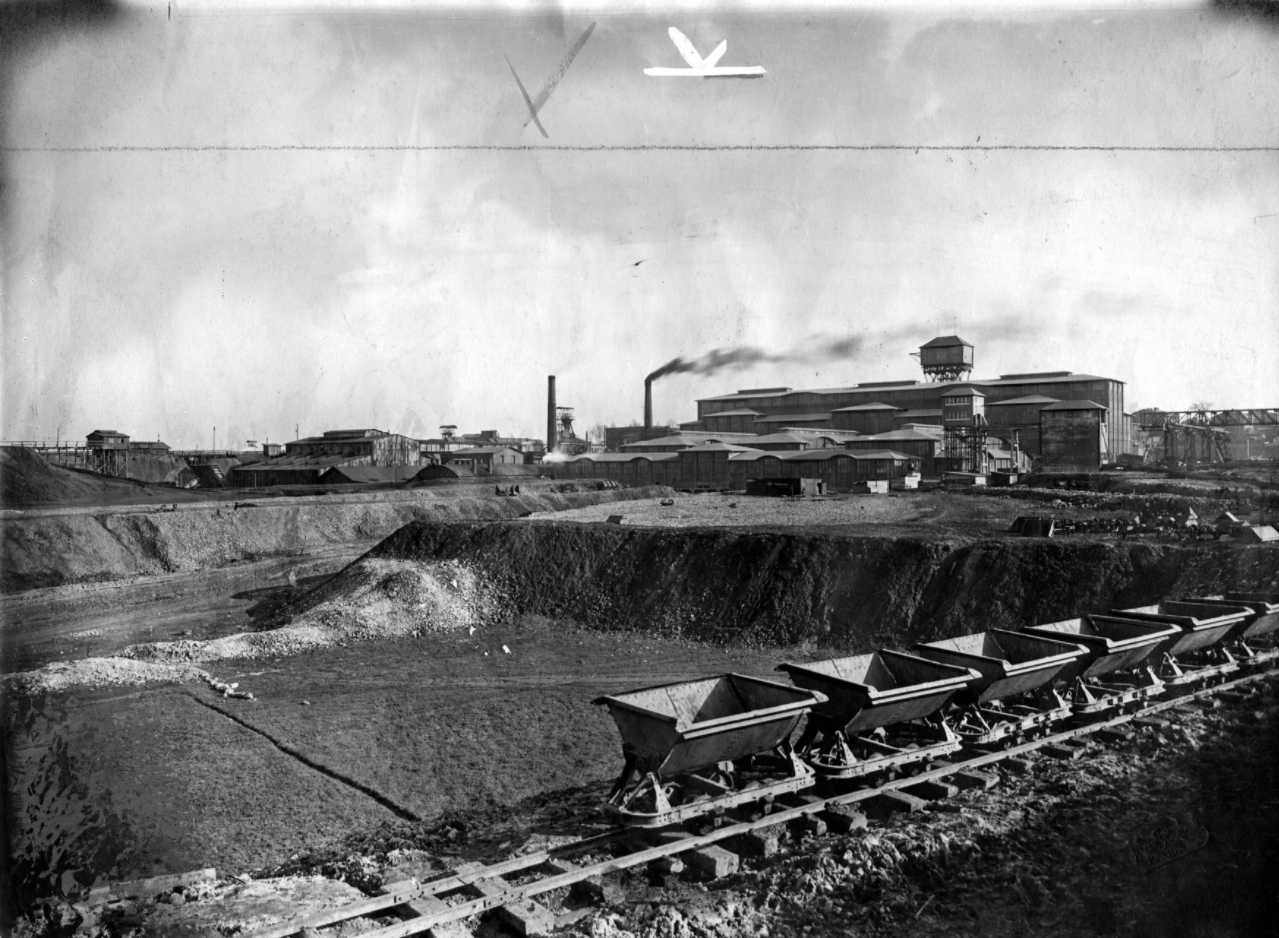
Widok na kopalnię w 1934 roku

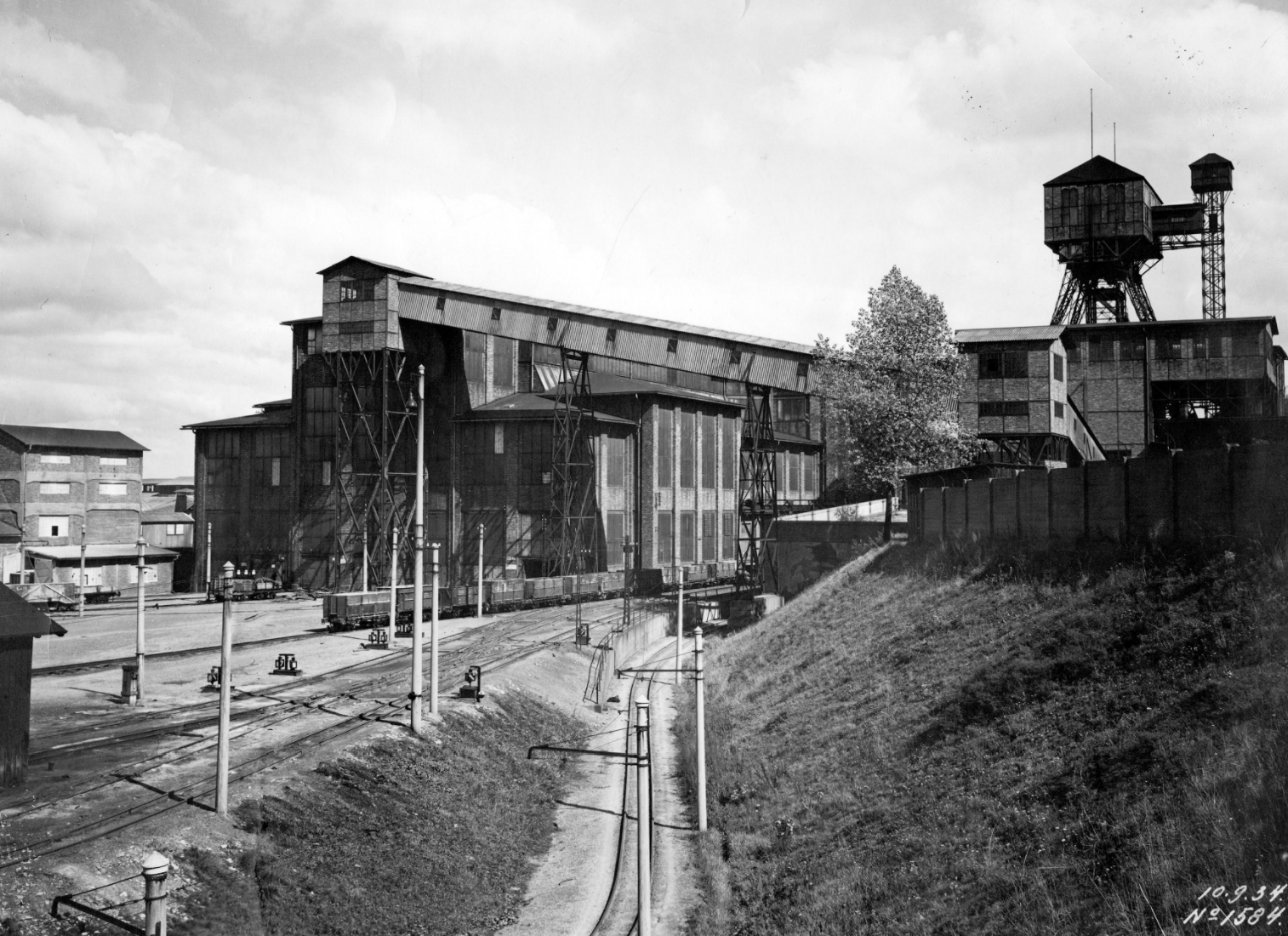
Zabudowania kopalni, po prawej wieża wyciągowa szybu Krakus w 1934 roku

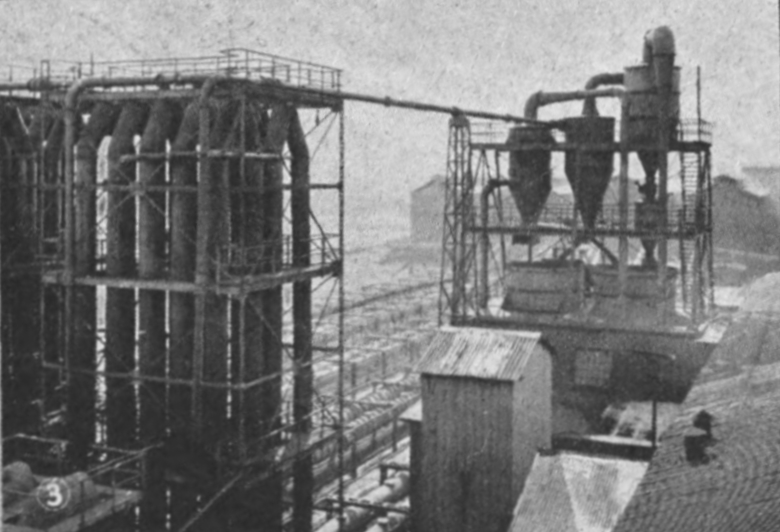
Huta Dworzańczyka w Brzezinach Śląskich przed 1939 rokiem

Po plebiscycie na Górnym Śląsku tereny kopalni Bleischarley zostały podzielone granicą państwową między Rzeszę Niemiecką a Polskę; na skutek protestu załogi główna część kopalni Bleischarley przypadła Polsce  i została przemianowana na Biały Szarlej, podobnie jak kopalnie Brzozowice i Nowa Helena (funkcjonujące jako jeden zakład Nowa Helena–Brzozowice). Kopalnia jednak pozostała w rękach niemieckiego przedsiębiorstwa Bergwerksgesellschaft Georg von Giesches Erben  z siedzibą we Wrocławiu. Niemcy na swoim terytorium z pozostałych wyrobisk i szybów tworzyli od stycznia 1925 do 1928 roku kopalnię Deutsch-Bleischarley  (wariant pisowni: Deutsch Blei-Scharley , późniejsze Zakłady Górnicze im. Juliana Marchlewskiego). Wydobywana ruda cynku z braku hut cynku w należącej do Niemiec części Górnego Śląska była przetapiana w polskiej hucie .
Zakład w okresie międzywojennym, poza eksploatacją górniczą, korzystał z przerabiania starych zwałów pogórniczych; w latach 1923–1925 w kopalnianej płuczce galmanowej przerabiano szlamy pochodzące z okolic szybu Dołki. Pozostałe zasoby złoża oszacowano w 1929 roku na 22 mln ton rudy .
Co najmniej od połowy lat 20. XX wieku działała linia kolei wąskotorowej, która stanowiła odgałęzienie głównej linii wychodzące z Maciejkowic; linia łączyła kopalnię Bleischarley z Bogucicami i Szopienicami, gdzie znajdowała się huta cynku Uthemann, należąca – podobnie jak kopalnie – do spółki Georg von Giesches Erben. Zbudowano także połączenie kolejowe z kopalnią węgla kamiennego Andaluzja.
W 1922 roku kopalnia zanotowała spadek wydobycia rudy do 140 tysięcy ton, przy jednoczesnym wzroście liczebności załogi do 3800 osób. W 1923 roku wydobycie wyniosło 135 tysięcy ton, załoga liczyła wówczas 4100 osób. W 1926 roku kopalnia zatrudniała około 5000 pracowników i dysponowała nadal największą w kontynentalnej Europie płuczką . 
W dwudziestoleciu międzywojennym kopalnia należała do spółki filialnej Giesche, z siedzibą w Katowicach przy ulicy Podgórnej 4, której została przekazana od Spadkobierców Gieschego w 1922 roku . W celu uniknięcia zapłaty zaległego podatku, wyliczonego przez Urząd Skarbowy w Katowicach na około 22 mln złotych, spółka Giesche doszła do porozumienia z amerykańskim przedsiębiorstwem Anaconda Copper Mining Company, której głównym udziałowcem był William Averell Harriman i sprzedała koncernowi większość akcji spółki w 1926 roku . W tymże roku utworzono Silesian-American Corporation, które przejęło wszystkie akcje spółki Giesche . Tym samym kopalnia Biały Szarlej od tej pory była pod zarządem amerykańskim . W tym czasie Niemcy na swoim terytorium wybudowali wspomnianą nową kopalnię .

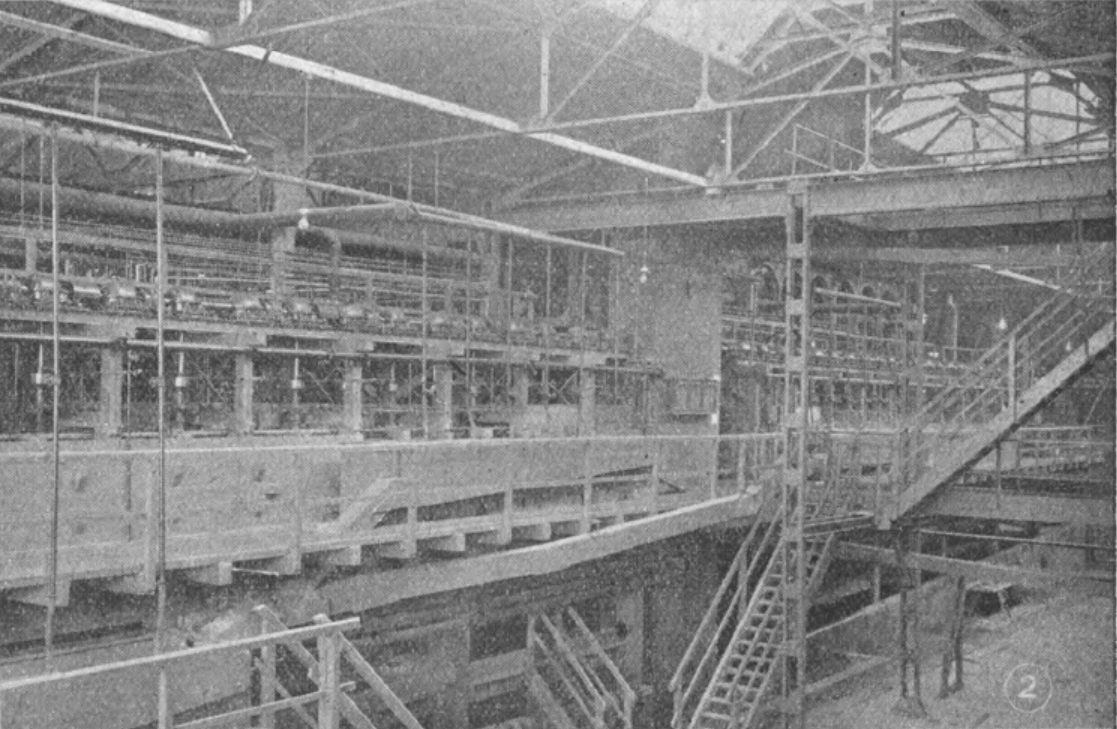
Instalacje flotacyjne kopalni Orzeł Biały przed 1939 rokiem

W latach 1927–1928 prowadzono badania przerobu polskich koncentratów cynkowych za pomocą metody elektrolitycznej we współpracy z firmą Anaconda. Polskim kierownikiem badań był dr Jabłoński. Wyniki badań posłużyły do budowy pierwszego zakładu elektrolizy cynku przy hucie cynku Bernhardi w Szopienicach.
W lipcu 1927 roku uruchomiono pierwszy ciąg flotowni, a w 1930 roku przy kopalnianym zakładzie przeróbki powstała wytwórnia niezbędnego odczynnika w procesie flotacji, tj. ciekłego ksantogenianu potasowego. 

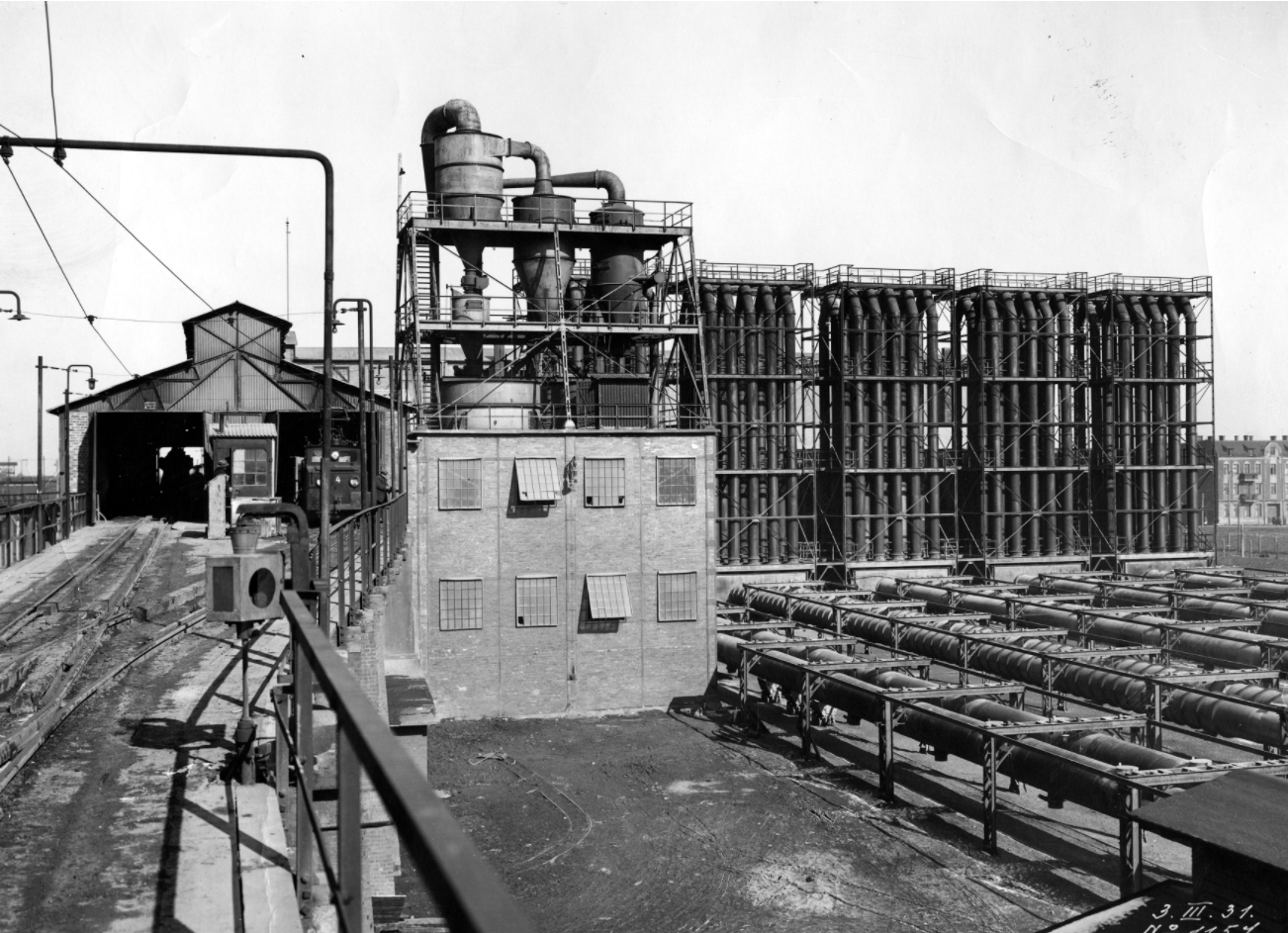
Huta tlenku cynku w Brzezinach w 1931 roku

Z uwagi na stały wzrost produkcji kopalni Biały Szarlej, w latach 1927–1928 przy kopalni powstała duża huta tlenku cynku  (później nazwana Orzeł Biały, potocznie nazywana „oksydką” lub hutą Dworzańczyka, być może od nazwiska członka zarządu koncernu Harrimana K. Dworzańczyka lub od inżyniera Józefa Dworzańczyka, dyrektora generalnego i wiceprezesa zarządu Giesche SA) z obrotowymi piecami przewałowymi (pierwszy piec powstał w 1928 roku, cztery dalsze w 1930 roku; piece miały długość 40 m i średnicę 3,3 m). W hucie wytwarzano spiekany tlenek cynku i tlenki ołowiu bogate w kadm, dlatego powstał również zakład tlenku kadmu. Wybudowano także workownie i młynownie, w 1929 roku uruchomiono piec spiekalniczy. Huta zatrudniała 340 osób w 1928 roku, 403 w 1929 roku i około 450 pracowników w 1930 roku. 
W tym czasie powstał również nowy zakład flotacji blendy i galeny. W 1927 uruchomiono część zakładu z młynem kulowym, pod koniec 1927 roku pracowały cztery maszyny flotacyjne z drugim młynem i innymi urządzeniami (tzw. zespół piaskowy). W 1928 został uruchomiony tzw. system szlamowy, który był wyposażony w 6 maszyn flotacyjnych, jeden młyn kulowy z klasyfikatorem, elewatory i zgęszczacze, a w 1930 roku dokonano połączenia obu zespołów.
W 1929 roku produkcja kopalni wyniosła 79% galmanu, 66% blendy cynkowej i 52% rudy ołowiu całości śląskiego wydobycia, a wydobywany urobek był przetwarzany we własnych prażalniach i hutach. 
Pracownicy w wyniku trudnych warunków pracy zapadali w dwudziestoleciu międzywojennym na ołowicę . W 1930 roku zwolniono 38 robotników z widocznymi objawami tejże choroby . W latach 1929–1932 wydobycie rudy w kopalni spadło o 45%. Działająca przy kopalni huta tlenku cynku została zatrzymana na 13 miesięcy w 1932 roku, gdyż w wyniku wielkiego kryzysu doszło do spadku cen cynku na rynku światowym. Zwolniono wówczas niemal całą załogę huty (zostało 2 kierowników oraz 14 robotników służby remontowej). Produkcja w hucie została wznowiona 11 kwietnia 1933 roku, a liczebność załogi wzrosła do 110 pracowników, w tym 25 kobiet.
Zatrudnienie w omawianym okresie przedstawiało się następująco:
| Rok  | Liczba zatrudnionych |
| ---- | -------------------- |
| 1929 | 1626                 |
| 1931 | 1125                 |
| 1932 | 959                  |
| 1933 | 1180                 |
| 1935 | 1760                 |

W 1934 roku zmieniono nazwę kopalni Biały Szarlej na Orzeł Biały .
W 1938 huta Orzeł Biały została wyposażona w dwa piece wahadłowo-obrotowe, które służyły do produkcji ołowiu surowego i tlenku kadmu. Woda z wyrobisk kopalni była wykorzystywana jako woda wodociągowa przez Wodociągi Spółki Akcyjnej Giesche, zaopatrywała częściowo Brzeziny Śląskie z wykorzystaniem wieży ciśnień, która znajdowała się po stronie niemieckiej, 100 metrów od granicy państwowej.

### II wojna światowa
W 1939 roku kopalnię bronioną przez powstańców przejął oddział Freikorpsu, została ona krótkotrwale odbita przez Polaków. W wyniku zastoju na początku II wojny światowej doszło do zalania poziomu 90 m. W czasie tejże wojny złoża kopalni przejętej przez rząd III Rzeszy były eksploatowane ekstensywnie i rabunkowo, wydobycie i produkcja hutnicza w czasie wojny były na poziomie z 1939 roku. Niemcy prowadzili wydobycie w rejonie filara ochronnego Bytomia z podsadzką suchą, która była nanoszona ręcznie. W czasie wojny prowadzono w kopalni akcję sabotażową w celu obniżenia wydajności wydobycia.

### Po II wojnie światowej
Po wyzwoleniu Brzezin Śląskich spod okupacji hitlerowskiej zakład ponownie rozpoczął pracę; kopalnia Orzeł Biały wznowiła eksploatację w lutym 1945 roku, wydobycie w tym roku wyniosło 173 tysiące ton rudy.
Nowe powojenne inwestycje to budowa nowych maszyn flotacyjnych: jednej w 1948, dwóch w 1949, kolejnych dwóch w 1951, a także budowa młyna kulowego w 1953 oraz uruchomienie separatorów zwojowych w 1954 roku. Przebudowano także zakład flotacji na system selektywny i postawiono stację hydrocyklonów.
Rozbudowie uległa również huta, nazywana wówczas Wydziałem Przeróbki Ogniowej. Trafiała do niej ruda z kopalni Orzeł Biały oraz z innych zakładów. Żołnierze radzieccy zdemontowali jeden z pieców prażalniczych, dlatego podjęto jego budowę na nowo, powstało dalszych 8 pieców do 1962 roku. W piecach uzyskiwano półprodukt, który zawierał około 45-55% cynku, 8-12% ołowiu, 4% siarki i 0,4% kadmu. Kierowano go do zakładowej spiekalni, gdzie był poddawany wzbogacaniu i selekcji w mniejszych piecach przewałowych. Uzyskiwano tym samym granulat tlenku cynku oraz gazy tlenku ołowiu. Koncentrat cynkowy w postaci granulatu był przekazywany do innych hut na Górnym Śląsku (np. huta cynku w Szopienicach i Wełnowcu), a tlenek ołowiu trafiał do chłodnic, następnie do odpylarni, a z niej w postaci pyłu o zawartości około 40% ołowiu kierowany był do rafinerii ołowiu, która była rozbudowywana do 1975 roku. Szczytowe wyniki produkcji spiekanego tlenku cynku i ołowiu surowego odnotowano w 1960 roku.

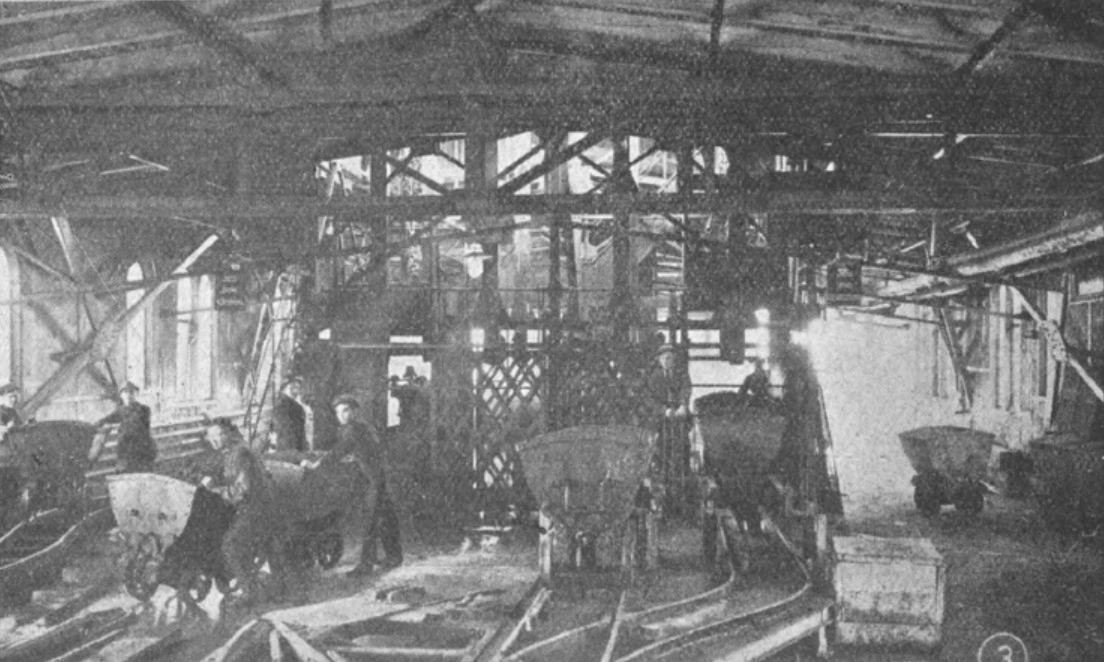
Załoga kopalni Orzeł Biały podczas transportu rudy, fot. przed 1939 rokiem

Kopalnia Orzeł Biały osiągała po II wojnie światowej najwyższe wydobycie rud cynkowo-ołowianych w regionie bytomskim: pod koniec 1955 roku najwyższy w historii zakładu dzienny przerób wynosił 1821 ton urobku, aczkolwiek wydobycie w rejonie zaczęło maleć od 1955 roku. 
W 1958 roku połączono Zakład Górniczo-Hutniczy Orzeł Biały z bytomskimi Zakładami Górniczo-Hutniczymi im. Juliana Marchlewskiego; w tymże roku podjęto eksploatację filarów ochronnych, zroby wypełniano podsadzką utwardzoną.
Pod koniec lat 50. XX wieku poddano ponownej obróbce zasoby o niższej zawartości cynku, które dotychczas zalegały na zwałach. Do stopniowej likwidacji hałd przyczyniło się uruchomienie Huty Cynku Miasteczko Śląskie w 1966 roku, która była przystosowana do przetwarzania materiału zwałowego. Ruda galmanowa wydobywana w kopalni Orzeł Biały trafiała do Huty Cynku Miasteczko Śląskie.
W 1967 roku dokonano administracyjnego połączenia zakładów Orzeł Biały z Zakładami Górniczo-Hutniczymi im. Ludwika Waryńskiego, utworzono tym samym Kombinat Górniczo-Hutniczy Orzeł Biały.
W 1969 roku praca zakładu przeróbki mechanicznej przy hucie Orzeł Biały została wstrzymana, jej dotychczasowe zadania zostały powierzone analogicznemu zakładowi przy kopalni Marchlewski, a w miejscu zatrzymanego zakładu otworzono Wytwórnię Wyrobów Aluminiowych w 1970 roku.
Praca huty Orzeł Biały została zatrzymana w 1981 roku, pozostawiono w ruchu Zakład Ołowiu, który od tego czasu zaczął obsługiwać otwarty w tymże roku Oddział Przerobu Złomu Akumulatorowego przy kopalni Marchlewski. W piecach wahadłowych huty produkowano ołów antymonowy (zob. stopy ołowiu), który dostarczał tenże oddział.
Wydobycie w kopalni prowadzono do połowy 1981 roku, do wyczerpania zasobów rud, które można było poddać wzbogaceniu. Kopalnia Orzeł Biały była likwidowana od 1985 roku do marca 1990 roku. Na decyzję o zamknięciu kopalni miała również wpływ likwidacja procesu przewałowego produkcji tlenku cynku z rud galmanowych w Hucie Cynku Miasteczko Śląskie. Szyby zostały zlikwidowane, brak jednak dokumentacji na ten temat w archiwach kopalni, nie wiadomo więc, w jaki sposób przebiegła ich likwidacja; prawdopodobnie były zasypywane do powierzchni, bądź z wykorzystaniem pomostu na niewielkiej głębokości. Zlikwidowano wieże wyciągowe (w tym charakterystyczną wieżę szybu Krakus, „znak firmowy Zakładów”), hale hutnicze, piece, budynek dyrekcji.
W obrębie obszaru kopalni pozostały złoża rud tlenowych cynku (galmanu), oszacowane na 5,96 mln ton, przy zawartości 342,8 tysięcy ton czystego cynku i 51 tysięcy ton czystego ołowiu.

## Wydobycie
Liczba zatrudnionych w 1912  roku wyniosła 3300 osób, w 1914 – 3600 osób. W 1898 roku uzyskano 4406 ton rudy ołowiu, aokoło 1926 roku 5000 ton.
Wykres wielkości produkcji galmanu płukanego w kopalni Bleischarley w latach 1871–1903 w tonach:
W latach 30. XX wieku była to największa w Polsce kopalnia rud cynkowo-ołowiowych, jej wydobycie stanowiło 70% całości krajowego wydobycia tychże rud (wydobycie rudy niesortowanej: 281 tys. t w 1929 roku, 183 tys. t w 1932 roku ) . Wydobycie kopalni w 1938 roku stanowiło 84% całości wydobycia rud cynkowo-ołowianych w ówczesnej Polsce. 

## Wpływ kopalni na otoczenie
Kopalnia Orzeł Biały była głównym czynnikiem miastotwórczym Brzezin Śląskich, a jej rozwój doprowadził do znacznego zwiększenia liczby mieszkańców; w 1960 roku 47,9% brzezinian utrzymywało się z pracy w Zakładach Górniczo-Hutniczych Orzeł Biały.

### Działalność kulturalna
13 października 1945 roku otwarto przykopalniany klub-świetlicę, w której działało kilka sekcji: zespół baletowy, orkiestra kameralna (powołana w 1946 roku), zespół mandolinistów, sekcja plastyczna, chór męski Echo (powołany 14 grudnia 1946 roku). Działa również zakładowa orkiestra dęta. Powołano ponadto wielosekcyjny Klub Sportowy Orzeł Biały, z sekcjami: gimnastyczną, podnoszenia ciężarów, bokserską czy piłki nożnej.
Kopalnia wybudowała (bądź wsparła budowę) w Brzezinach Śląskich:

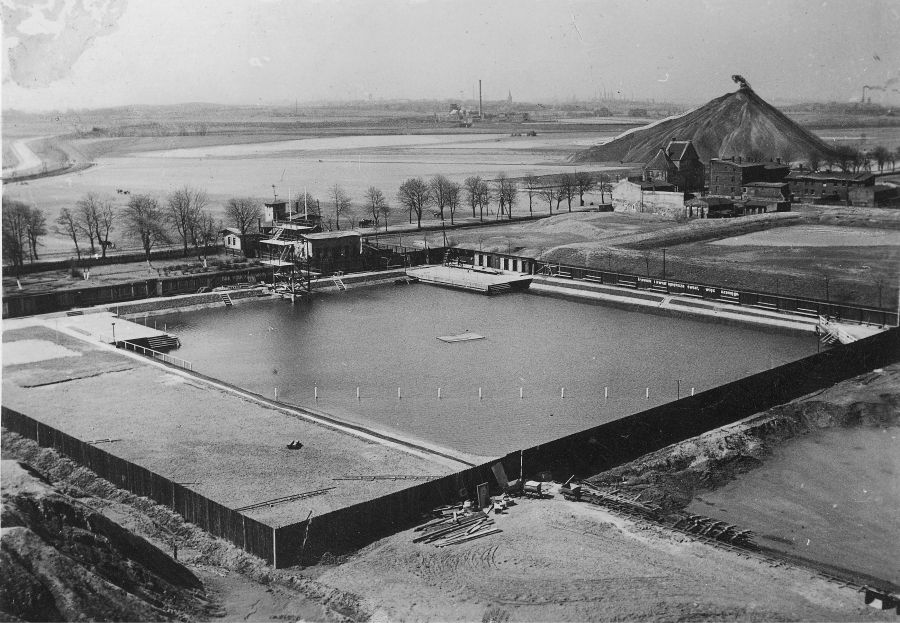
Kąpielisko w Brzezinach Śląskich w 1932 roku

- kąpielisko, otwarte w 1932 roku[155] , z basenem o powierzchni 70×75 m[155] , wyposażonym w sześć 50-metrowych torów pływackich z 10-metrową wieżą do skoków[155] [120], powstał na terenie dawnego osadnika kopalni Samuelsglück[155]  (zlikwidowany w latach 70. XX wieku[155]  ze względu na szkody górnicze[156] i zasypany[155] )
- boisko sportowe, przy którym działał klub piłkarski[120] Orzeł[149]
- zakładowy Dom Kultury z biblioteką (po likwidacji tegoż obiektu księgozbiór trafił do Biblioteki Miejskiej w Tarnowskich Górach)[157], salą widowiskową oraz Izbą Tradycji i Pamięci[151] (część lokalowa została wyburzona na skutek szkód górniczych w 1995, później również wyburzono pozostałą część widowiskową[158])

Zakład zaadaptował również pomieszczenia dawnej restauracji Covy’ego na kino Brzoza (zostało zamknięte); własnością przedsiębiorstwa był również duży zakład ogrodniczy.
Po II wojnie światowej w budynku dawnej restauracji Polczyka na Górce (obecna ulica Walentego Roździeńskiego w Piekarach Śląskich) mieścił się klub fabryczny Orła Białego, zbudowano w rejonie później Zakładowy Dom Kultury.
W latach 40. XX wieku do kopalni kursował tramwaj linii 1, która funkcjonowała do 1946 roku (zob. tramwaje w Bytomiu).

### Wpływ na środowisko i zdrowie
Działalność huty tlenku cynku doprowadziła do zanikania okolicznych lasów, skład chemiczny gleby uległ zmianie, dochodziło do jej zasolenia, w konsekwencji stopniowego wyjałowienia, a nawet przekształcenia w nieużytki, odnotowano także osiadanie gruntów, np. w 1958 na terenie ogródków działkowych utworzył się lej o głębokości około 15 metrów.
Zamierały również drzewa w miejscowym parku, niszczały drzewa owocowe oraz inne uprawy w ogródkach działkowych; zakłady z tytułu tzw. szkód dymnych i gazowych wypłacały odszkodowania dla użytkowników pól i ogrodów leżących w ich pobliżu.
Przekształcenie krajobrazu widoczne było zwłaszcza w postaci dużego zwału dolomitu po wschodniej stronie kopalni, jak i hałdy zwałowej żużla popiecowego w pobliżu ulicy Walentego Roździeńskiego w Piekarach Śląskich.
W latach 80. XX wieku odnotowano zachorowania dzieci na ołowicę.